# Larerannis miracula
Larerannis miracula là một loài bướm đêm trong họ Geometridae.